# Ignition (Remix)
Ignition (Remix) är en låt av R. Kelly från albumet "Chocolate Factory" (2003). Låten finns med i tidningen Rolling Stones  top 50.